# العلاقات السورينامية الكوستاريكية
العلاقات السورينامية الكوستاريكية هي العلاقات الثنائية التي تجمع بين سورينام وكوستاريكا.

## مقارنة بين البلدين
هذه مقارنة عامة ومرجعية للدولتين:
| وجه المقارنة                                              | سورينام                        | كوستاريكا                                 |
| --------------------------------------------------------- | ------------------------------ | ----------------------------------------- |
| المساحة (كم2)                                             | 163.27 ألف                     | 51.10 ألف                                 |
| عدد السكان (نسمة)                                         | 563.40 ألف                     | 4.91 مليون                                |
| الكثافة السكانية (ن./كم²)                                 | 3.45                           | 96.09                                     |
| العاصمة                                                   | باراماريبو                     | سان خوسيه                                 |
| اللغة الرسمية                                             | اللغة الهولندية                | اللغة الإسبانية                           |
| العملة                                                    | دولار سورينامي، غيلدر سورينامي | كولون كوستاريكي                           |
| الناتج المحلي الإجمالي (بليون دولار)                      | 3.32 مليار                     | 57.06 مليار                               |
| الناتج المحلي الإجمالي (تعادل القوة الشرائية) بليون دولار | 9.07 مليار                     | 74.98 مليار                               |
| الناتج المحلي الإجمالي الاسمي للفرد دولار أمريكي          | 9.48 ألف                       | 11.26 ألف                                 |
| الناتج المحلي الإجمالي للفرد دولار أمريكي                 | 16.64 ألف                      | 14.92 ألف                                 |
| مؤشر التنمية البشرية                                      | 0.714                          | 0.766                                     |
| رمز المكالمات الدولي                                      | +597                           | +506                                      |
| رمز الإنترنت                                              | .sr                            | .cr، قائمة نطاقات المستوى الأعلى للإنترنت |
| المنطقة الزمنية                                           | 00                             | 00                                        |

## منظمات دولية مشتركة
يشترك البلدان في عضوية مجموعة من المنظمات الدولية، منها:
| علم المنظمة | اسم المنظمة                                                          | تاريخ انضمام سورينام | تاريخ انضمام كوستاريكا |
| ----------- | -------------------------------------------------------------------- | -------------------- | ---------------------- |
|             | وكالة حظر الأسلحة النووية في أمريكا اللاتينية ومنطقة البحر الكاريبي ‏ | ?                    | ?                      |
|             | الاتحاد البريدي العالمي                                              | ?                    | ?                      |
|             | يونسكو                                                               | 16 يوليو 1976        | 19 مايو 1950           |
|             | البنك الدولي للإنشاء والتعمير                                        | 27 يونيو 1978        | 8 يناير 1946           |
|             | منظمة التجارة العالمية                                               | ?                    | ?                      |
|             | وكالة ضمان الاستثمار متعدد الأطراف                                   | 2 يوليو 2003         | 8 فبراير 1994          |
|             | الاتحاد الدولي للاتصالات                                             | 15 يوليو 1976        | 13 سبتمبر 1932         |
|             | منظمة الشرطة الجنائية الدولية                                        | ?                    | ?                      |
|             | مؤسسة التمويل الدولية                                                | 1 سبتمبر 2011        | 20 يوليو 1956          |
|             | الأمم المتحدة                                                        | 4 ديسمبر 1975        | 2 نوفمبر 1945          |
|             | منظمة حظر الأسلحة الكيميائية                                         | ?                    | ?                      |

## وصلات خارجية
- موقع وزارة الخارجية السورينامية
- موقع وزارة الخارجية الكوستاريكية